# أندرياس بابلر

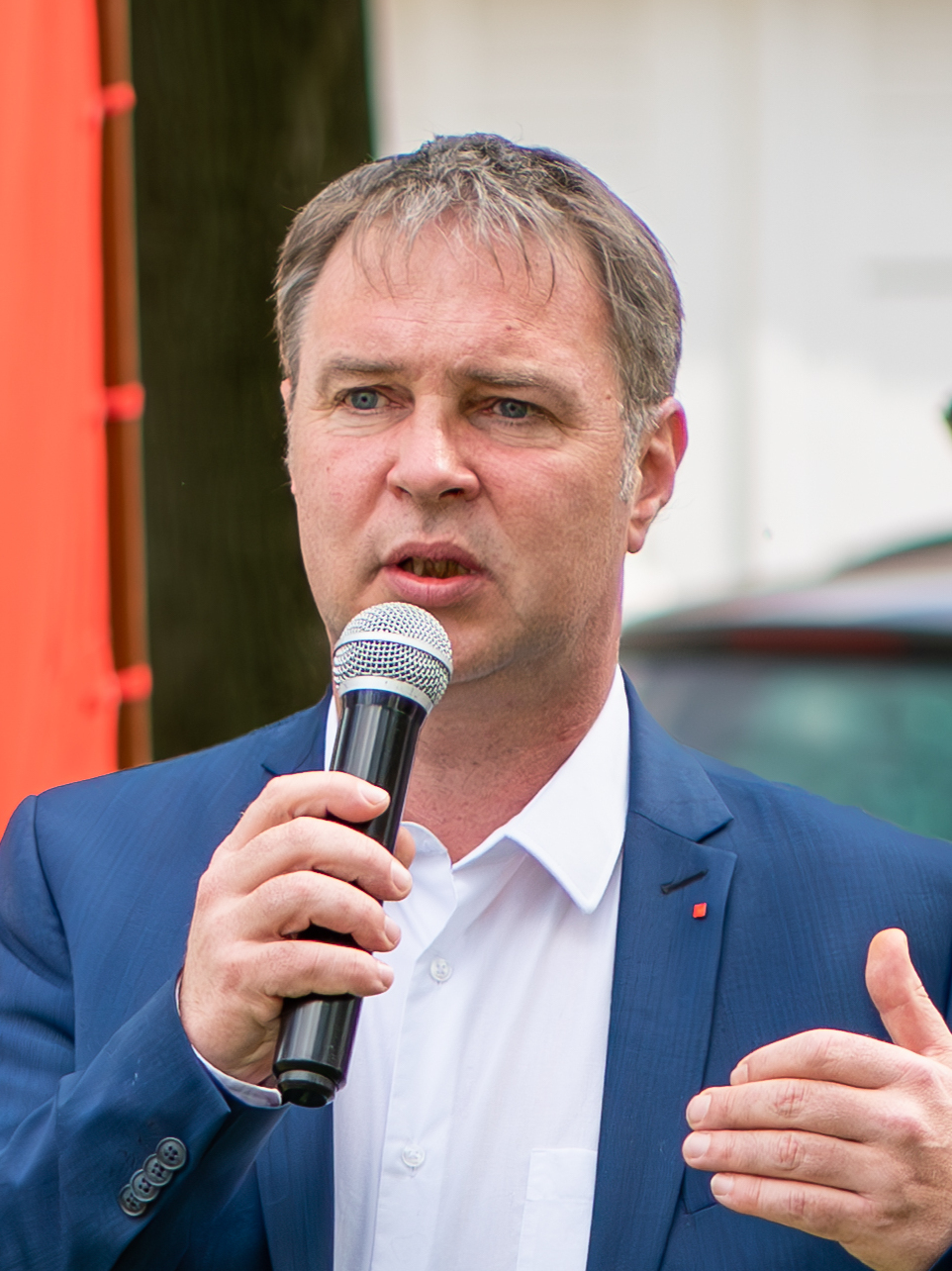
أندرياس بابلر (2023)

أندرياس بابلر (ولد في 25. فبراير 1973 في Mödling )، سياسي نمساوي من الحزب الاشتراكي الديمقرطي وعمدة بلدية ترايزكيرخن في النمسا السفلى، وعضو في المجلس الاتجادي النمساوي. أعلن في ربيع 2023 عن ترشحه لرئاسة الحزب وحصل استطلاعات آراء الأعضاء الأولية على المركز الثاني بفوارق ضئيلة بينه وبين كل من رئيسة الحزب آنذاك باميلا رندي فاغنر ومرشح يمين الحزب هانز بيتر دوسكوسيل، وانتخب في مؤتمر الحزب الاستثنائي الذي عقد في 3 يونيو 2023 رئيسا للحزب، حيث حاز على نسبة 53.02% من الأصوات مقابل 46.81 لمنافسه هانز بيتر دوسكوسيل.

## حياته
نشأ بابلر في عائلة من الطبقة العاملة في ترايسكيرخن القريبة من فيينا، والتحق بالكلية التقنية العليا في بلدة مودلينغ القريبة، ثم ترك المدرسة وعمل ميكانيكيًا وعامل مستودع قبل أن يؤدي خدمته العسكرية اشتغل بابلر ابتداءً من العام 2001 عاملاً في مصنع لإنتاج المياه المعدنية، ثم أصبح موظفاً في بلدية ترايزكيرخن، وفي عام 2014 انتخب بابلر عن الحزب الاشتراكي الديمقراطي عمدةً المدينة. اجتاز بابلر دورة التواصل السياسي في جامعة كريمز للتعليم المستمر (كانت تسمى حتى 2004 جامعة الدانوب في كريمز)، وكتب أطروحة بعنوان "الإعلام والاستراتيجيات والتواصل في النضالات العمالية - شركة سيمبريت ترايزكيرخن مثالاً. 

## مسيرته السياسية
التحق بابلر بشبيبة الحزب الاشتراكي الديمقراطي النمساوي (SJÖ) في عام 1989، وفي عام 1994 أصبح سكرتير شبيبة الحزب في مقاطعة النمسا السفلى، ثم على المستوى الوطني في العام 1996، كما تولى منصب نائب رئيس المنظمة الدولية لشباب العالم الاشتراكي (IUSY). كان يعتبر ممثلاً عن جناح الشبيبة الاشتراكية اليساري، وأيد مفهوم رأسمالية احتكار الدولة .
أصبح ابتداءً من عام 1995 عضواً في مجلس البلدي ترايسكيرخن البلدي، ثم عضواً في مجلس المدينة، وفي أبريل 2014 انتخب رئيساً لبلديتها محققاً أعلى نتيجة للحزب الاشتراكي فيها منذ عام 1945، إذ حصل على 73.1% من الأصوات.
اكتسب بابلر شهرة وطنية في سياق تدفق اللاجئين في عام 2015 بصفته عمدة بلدة ترايسكيرخن التي فيها واحد من أكبر أماكن استقبال اللاجئين، إذ انتقد سياسة اللجوء التي اتبعتها وزيرة الداخلية في ذلك الوقت يوهانا ميكل-لايتنر . وقد أشار تقرير نشر في صحيفة نويه تسوريشر تسايتونغ في آب 2014 إلى الأوضاع السيئة في معسكر ترايسكيرخن مقتبساً أقوال بابلر „لو نظرنا إلى تعداد سكان النمسا الذي يبلغ ثمانية ملايين ونصف، وإلى ما يفوق المائة مليون مبيت للسياح كل عام، فإن رقم 25 ألف لاجئ مسجلين في ما يسمى برامج التأمين الأساسي صغير نسبيا، والدراما حوله نابعة عن ألاعيب سياسية. ولكن في الواقع فإن معسكر ترايسكيرخن ببساطة كبير جدا، والسياسيون يخلّون بكل اتفاق". في مايو 2015 أصدر بابلر إخطار لشرطة المطافئ بضرورة خفض عدد اللاجئين في مخيم ترايسكيرخن للاجئين إلى 1400 في غضون أربعة أيام وتوزيع الآخرين على مراكز إيواء أخرى. وفي 9 يونيو 2015 ، نظم مسيرة احتجاجية لسكان ترايسكيرخن ضد سياسة اللجوء التي تتبعها ميكل لايتنر، كان شعارها: "إيواء اللاجئين بصورة إنسانية - إلغاء المخيمات الجماعية"، شملت احتجاج بالصفارات أمام وزارة الداخلية في فيينا، واستمر بعد ذلك في انتقاد سياسة الحكومة النمساوية تجاه اللاجئين.
في يونيو 2015 ، أسس بابلر بالتعاون مع منظمة فولكسهيلفه (الإغاثة الشعبية) الإنسانية ورابطة مناضلي الحرية الاشتراكيين وشبيبة الحزب الاشتراكي مبادرة "البوصلة" (بالألمانية: Kompass)، التي كانت تهدف إلى تنظيم الجناح اليساري داخل الحزب الاشتراكي الديمقراطي. 
في أبريل 2018 انتخب بابلر نائباً لرئيس جمعية ممثلي المجتمع الاشتراكي الديمقراطي في النمسا السفلى.
في انتخابات مقاطعة النمسا السفلى أطلق بابلر الذي كان في مؤخرة القائمة الحزبية في 29 يناير 2023 حملة للحصول على أصوات تفضيلية، وحصل على 21000 صوت تفضيلي، ليحل رابعاً في قائمة الحزب من حيث عدد الأصوات المكتسبة. كما ارتفعت نسبة التصويت إلى الحزب الاشتراكي الديمقراطي 3.81% في ترايسكيرخن، في توجه معاكس لتراجع التصويت للحزب في المناطق الأخرى. في 14 أبريل 2023 انتقل بابلر إلى المجلس الاتحادي، وأعلن أنه سيترأس لجنة إصلاح داخل الحزب الاشتراكي في النمسا السفلى. وقد أعلن بابلر في الحملة الانتخابية أعلن أنه سيتبرع براتبه من عضوية المجلس الاتحادي إلى المؤسسات الاجتماعية.

### انتخابات رئاسة الحزب الاشتراكي
في 23 في 24 مارس 2023 ، أعلن بابلر ترشحه لرئاسة الحزب الاشتراكي الديمقراطي ودخوله مرشحا في الاستطلاع الداخلي لآراء أعضاء الحزب الذي جرى بين 24 أبريل و10 مايو من نفس العام. وقد عزى بابلر ترشحه إلى أن هذا الاستطلاع قد أعدت نتيجته سلفاً في الغرف الخلفية، وأن هناك حاجة إلى بديل غير مرتبط بالقطبين المتنازعين في قيادة الحزب، فدخل المنافسة ثالث مرشحَين هما رئيسة الحزب آنذاك باميلا ريندي فاغنر وحاكم مقاطعة بورغنلاند هانز بيتر دوسكوسيل. وأظهرت النتيجة الرسمية التي أعلنت في 22 مايو عن حيازة كل من المرشحين على ثلث الأصوات تقريبا وبفوارق صغير، إذ حصل دوسكوسيل على 33.68% من الأصوات، وبابلر على 31.51%، وحلت باميلا ريندي فاغنر ثالثة بـ31.35% وأعلنت انسحابها من سباق الترشح لرئاسة الحزب. وقدحظيت حملة بتأييد واسع عبر الإنترنت وبين شباب الحزب، ويُظهر تحليل أجراه خبير الاتصالات رولاند باك أن قنوات التواصل الاجتماعي التابعة لبابلر وصلت وصلت إلى درجات انتشار فاقت حسابات الرئيس الفدرالي ورئيس الحكومة النمساوية معاً.
رفضت قيادة الحزاب الاشتراكي اقتراح بابلر عقد جولة ثانية من الانتخابات تفصل فيها قواعد الحزب بينه وبين دوسكوسيل، وأعلنت عن مؤتمر استثنائي في 3 يونيو يقترع فيه المندوبون. وفي هذا المؤتمر أعلن عن فوز دوسكوسيل بما يقارب 54% من الأصوات، ولكن في 5 يونيو أعلن الحزب الاشتراكي عن خطا في عملية التصويت أدى إلى الخلط بين الفائز والخاسر، وأن بابلر هو من فاز في الاقتراع.

## مواقف سياسية
في مارس 2016 تعرض بابلر لانتقادات من حزب الحرية لكونه يتلقى راتباً بصفته موظفا في بلدية ترايسكيرخن إلى جانب راتبه بصفته رئيسا للبلدية، وقد جاء هذا الانتقاد بعد أن اعلن بابلر أنه سيتنازل عن المنصب الإضافي، وهو ما فعله لاحقًا.  
في مقابلة أذيعت في ديسمبر 2020 أشار بابلر في مقابلة بالتفصيل إلى آرائه بالاتحاد الأوروبي، وقد أصارت بعض هذه التصريحات ضجة إعلامية، إذ وصف بابلر الاتحاد الأوروبي بأنه "التحالف العسكري والسياسي الدولي الأكثر عدوانية على الإطلاق"، وأن عقيدته "أسوأ من حلف شمال الأطلسي ". ولكن بابلر أوضح أنه لم يدع بأي حال من الأحوال إلى مغادرة النمسا الاتحاد الأوروبي: "أنا مقتنع بأن ترك الاتحاد لن يمنحنا بأي حال مساحة أكبر للعمل الاجتماعي"، وبين أنه بالإضافة إلى ذلك يرى "باعتباره أممياً لا يرى أفقاً في الانتكاس إلى التفكير القومي البحت". في المجمل يطالب بابلر بإصلاح مؤسسات الاتحاد الأوروبي، ويشير إلى أنه "في صحبة جيدة مع الكثير من رؤساء الحكومات الديمقراطية الاجتماعية".
في مقابلة مع تلفاز بلوس 4 النمساوي أذيعت في مايو 2023 أجاب أندرياس بابلر على سؤال توجهه السياسي: "أنا ماركسي، وقد كنت ذات توجه ماركسي منذ أيام المنظمة الشبابية"، ولكن بالطبع "كلمة ماركسي قد تكون حادة في بعض الأحيان".
وفي مقابلة لاحقة أذيعت البرنامج الإخباري على التلفزة النمساوية أجاب بابلر عندما سئل عن تصريحاته: "أنا لا أفهم الإثارة. ماركس كان واحداً من المفكرين الذين أثروا في الحزب وبرنامجه في عدة مجالات". لكن بابلر أشار أيضاً إلى أنه إذا ارتبطت الماركسية بظروف محددة مثل إلغاء الملكية الخاصة أو تأميم وسائل الإنتاج أو ديكتاتورية البروليتاريا، فإنه لا يرى نفسه ماركسيًا وفقًا لهذا التعريف.

## وصلات خارجية
- أندرياس بابلر على صفحة رئيس البلدية على موقع بلدية ترايسكيرخن